# أتسوشي يونيزوا
أتسوشي يونيزوا (باليابانية: 米澤淳司؛ بالكانا: ヨネザワ アツシ) هو لاعب كرة قدم ياباني في مركزي الوسط والهجوم، ولد في 3 أغسطس 1985 في تاكاتسوكي في اليابان. لعب مع نادي أيزاول.

## وصلات خارجية
- أتسوشي يونيزوا على موقع قاعدة بيانات كرة القدم.إي يو (الإنجليزية)
- أتسوشي يونيزوا على موقع Soccerway.com (الإنجليزية)